# Maydolong
Maydolong (Bayan ng Maydolong) är en kommun i Filippinerna. Kommunen ligger på ön Samar, och tillhör provinsen Östra Samar. Folkmängden uppgår till 117 414 invånare.

## Barangayer
Maydolong är indelat i 20 barangayer.
| - Camada - Campakerit (Botay) - Canloterio - Del Pilar - Guindalitan - Lapgap - Malobago - Maybocog - Maytigbao - Omawas | - Patag - Barangay Poblacion 1 - Barangay Poblacion 2 - Barangay Poblacion 3 - Barangay Poblacion 4 - Barangay Poblacion 5 - Barangay Poblacion 6 - Barangay Poblacion 7 - San Gabriel - Tagaslian |